# Жакмель
Жакмель (гаїт. креол. Jakmèl) — місто в Республіці Гаїті, адміністративний центр Південно-Східного департаменту. Розташовано на південному узбережжі країни.

## Клімат
Місто знаходиться у зоні, котра характеризується кліматом тропічних саван. Найтепліший місяць — серпень із середньою температурою 27.1 °C (80.8 °F). Найхолодніший місяць — січень, із середньою температурою 23.7 °С (74.7 °F).
| Клімат Жакмель          | Клімат Жакмель | Клімат Жакмель | Клімат Жакмель | Клімат Жакмель | Клімат Жакмель | Клімат Жакмель | Клімат Жакмель | Клімат Жакмель | Клімат Жакмель | Клімат Жакмель | Клімат Жакмель | Клімат Жакмель | Клімат Жакмель |
| Показник                | Січ.           | Лют.           | Бер.           | Квіт.          | Трав.          | Черв.          | Лип.           | Серп.          | Вер.           | Жовт.          | Лист.          | Груд.          | Рік            |
| Середня температура, °C | 23,7           | 24             | 24,5           | 25,1           | 25,7           | 26,6           | 26,9           | 27,1           | 26,9           | 26,5           | 25,5           | 24,3           | 25,6           |
| Норма опадів, мм        | 42.7           | 55.8           | 96             | 173.5          | 237.5          | 130.9          | 106.3          | 165.7          | 176            | 195.1          | 92.9           | 43.6           | 1516           |
| Днів з опадами          | 9,8            | 7,7            | 7,8            | 8,1            | 10,9           | 10,6           | 12,8           | 12,8           | 13,8           | 15,4           | 11,7           | 10,6           | 132            |
| Вологість повітря, %    | 68             | 67.6           | 67.8           | 70.1           | 74.6           | 71.5           | 66             | 70.1           | 74.2           | 76.1           | 74.3           | 69.7           | 70.8           |
| ----------------------- | -------------- | -------------- | -------------- | -------------- | -------------- | -------------- | -------------- | -------------- | -------------- | -------------- | -------------- | -------------- | -------------- |
| Джерело: Weatherbase    |                |                |                |                |                |                |                |                |                |                |                |                |                |

## Історія
Місто було засновано 1698 року французькими колонізаторами й отримало назву за ім'ям місцевого поселення острів'ян, перекрутивши слово «якімел» на більш сприйнятне для французів — «жакмель». Місто стало центром французької колонії Санто-Домінго.
1799 року там відбулось повстання мулатів, відоме як Війна Ножів, проте вже наступного року його було придушено.

## Населення
За даними 2013 року чисельність населення становить 32 903 особи.
Динаміка чисельності населення міста за роками:
| 1982   | 2003   | 2013   |
| ------ | ------ | ------ |
| 13 730 | 26 077 | 32 903 |

## Відомі уродженці
- Рене Депестр — гаїтянський поет, прозаїк, громадський діяч, комуніст.
- Мішель Орест — президент Гаїті.

## Міста-побратими
- Страсбур, Франція